# 5G pour l'Internet des objets
Pour des articles plus généraux, voir 5G et internet des objets.
La 5G pour l'Internet des objets désigne les évolutions apportées par la 5G pour l'Internet des objets. Ces évolutions représentent un enjeu important pour plusieurs secteurs de notre société notamment l'économie. Des organismes sont présents afin de faire en sorte que les opérateurs respectent des normes pour ces évolutions technologiques. Pour faire en sorte que ces enjeux aboutissent et afin de suivre l'évolution croissante des objets connectés présents sur le marché, les réseaux évoluent vers plus de virtualisation. La 5G introduit de nouvelles architectures, de nouvelles fonctionnalités à tous les niveaux. Cela va de l’objet lui-même aux applications hébergées dans le cloud, en passant par les diverses couches réseaux. Les usages que l'on fait de cette technologie sont divers et variés. Par exemple, l'enrichissement de la maison connectée, le véhicule autonome, les vidéos immersives et l’arrivée de la médecine 2.0. L'objectif étant de simplifier la vie des personnes.

## Les enjeux

### Économique
Les années 2015 à 2030 constituent une période de transition vers une société du tout numérique impulsée par l’Internet des objets (IoT),,. Le nombre d'objets connectés sur terre est en croissance permanente depuis des années. Même si les estimations de cette croissance restent variables. En effet, certaines sources chiffrent à 50 milliards d'objets connectés à l'horizon 2020,. Ericsson, envisage 28 milliards d'appareils intelligents connectés à travers le monde d'ici 2021.
IoT Analytics prévoit quant à lui 10 à 21 milliards d'objets pour 2020 à 2025 mais dont l'écrasante majorité utiliserait des réseaux internet locaux, et n'annonce qu'une faible part de l'IoT connectée à la 5G ; ils prévoient aussi une évolution de la taille du marché de l'IoT global de 150 milliards de $ en 2018 à 1500 milliards pour 2025.
Pour Nokia, il devrait y avoir 30 milliards d'objets connectés dans le monde en 2025 sur les réseaux mobiles 2G, 3G, 4G et 5G. Et 7 milliards sur des low-power wide-area network (LPWAN) comme Sigfox ou Lora. La 5G doit apporter ce que les réseaux mobiles d'ancienne génération ne permettent pas pour l'IoT, en premier lieu l'augmentation de la durée de vie des batteries, mais aussi une couverture mobile plus étendue qu'avec les réseaux mobiles 4G.
Avec ces évolutions, la technologie 5G devrait permettre le déploiement massif des objets connectés. En 2030, le nombre total d'appareils en réseau dans le monde pourrait dépasser 100 milliards. L'impact économique est évident pour les acteurs de ce marché qui envisagent un revenu d'environ 4,3 milliards de dollars.

La 5G devrait aussi permettre aux opérateurs de réseau mobile de supprimer leurs réseaux 2G, comme l'a annoncé Swisscom, ce qui n'est pas prévu pour le moment en France.

### Techniques

Diversité de l'IOT

L'Internet des objets (IoT) est utilisé dans des domaines très variés,. On peut classer l'IoT en trois catégories, :
- l'IoT bas débit ;
- l'IoT haut débit ;
- l'IoT critique.

Les usages vont de la collecte d'information sur des objets de la maison à de la surveillance d’infrastructure critique. Actuellement, les objets connectés communiquent sur des réseaux hétérogènes, le réseau mobile 2G ou des low-power wide-area network (LPWAN) comme LoRaWAN.
L'amélioration de débit sur le réseau 5G permettrait de nouvelles fonctionnalités, l'amélioration de la latence permettrait le développement de l'IoT critique,.
Un réseau IoT fait face aux défis suivants :
- la capacité du réseau à supporter le nombre en perpétuelle croissance d'objets connectés[19],[20] qui pourrait atteindre 100 milliards en 2030[3] ;
- la sécurité du réseau[21] ;
- la disponibilité et la qualité du réseau[22] ;
- la couverture ou l'étendue du réseau[23] ;
- l'autonomie des batteries des objets connectés[24].

#### IoT Bas débit
L'Internet des objets (IoT) bas débit est utilisé dans une multitude de secteurs. Il s'agit d'objets connectés nécessitant l'envoi de quelques octets de données de façon régulière ou à la suite d'un événement. On attend de ces objets et de la technologie utilisée pour émettre les données principalement qu'ils soient peu énergivores. En effet, certains capteurs sont installés dans des endroits peu accessibles donc remplacer ou recharger les batteries de tels dispositifs est très compliqué.

Les technologies cellulaires de dernière génération sont mal adaptées à ce type d'usage, car elles sont énergivores et possèdent encore des zones blanches. La 2G est de ce fait encore utilisée pour certains de ces capteurs.

LoRaWAN et Sigfox, sont des exemples de low-power wide-area network (LPWAN) qui ont permis de diminuer l'usage de la 2G dans l'IoT bas débit.

La 5G ne prévoit pas de concurrencer ces réseaux qui présentent une excellente couverture dédié aux faibles débits ponctuels pour une très faible consommation énergétique.

Exemples d'objets IoT Bas débit : les capteurs présents dans la maison, la ville intelligente, l'agriculture comme les capteurs d'intrusion, détecteurs de fumée ou capteurs mesurant la consommation d’eau.

#### IoT Haut débit
L'Internet des objets (IoT) haut débit concerne les équipements qui ont besoin d'un débit important pour leurs usages. Dans certains cas, une latence faible est aussi nécessaire pour son bon fonctionnement.

Le débit de la 5G doit atteindre 10 Gbit/s et 100 Mbit/s en bordure de cellule. La 5G répond ainsi aux exigences d'applications IoT haut débit.

La 5G est compatible avec les technologies LTE-M (en) ou Narrowband IoT (NB-IoT) actuellement utilisées en 4G. L'intérêt réside dans un débit ponctuellement important pour une faible consommation énergétique. Ces technologies restent dépendantes de la couverture réseau 5G.
Il faut prendre en considération la quantité massive de données que va générer l'IoT haut débit. Il faut prévoir une solution pour stocker ces données.

En exemple d'utilisation de l'IoT Haut débit, on peut citer les applications de surveillance par images et vidéos (volumes de données importants).

#### IoT Critique
L'Internet des objets (IoT) critique concerne les équipements qui ont besoin de transmettre des informations en temps réel. Pour cela la latence de la technologie utilisée pour transmettre les données doit être très faible,,.

La 5G répond aux exigences de l'IoT critique, avec des temps de latence prévus de 1ms, contre 15ms pour la technologie LTE,. Il s'agit du domaine où l'IoT va pouvoir prendre son envol avec la 5G.

En exemple d'IoT critique, on peut citer les communications entre véhicules dans le secteur automobile. Un deuxième exemple dans le secteur médical, la prise en charge de patients en mode automatisé à la suite de la collecte de données médicales récupérées par capteurs et analysé par de l'intelligence artificielle.

### Normes et standards

#### Organisation mondiale
La standardisation du modèle 5G - Internet des objets (IoT) est extrêmement complexe et couteuse,. Des groupes institutionnels ou privés doivent s’entendre sur des standards afin de rendre réaliste le modèle économique de l'IoT avec la 5G.

Les acteurs principaux sont :
- l'Institute of Electrical and Electronics Engineers (IEEE) ;
- le 3rd Generation Partnership Project (3GPP) ;
- l'Union internationale des télécommunications (UIT) ;
- l'Internet Engineering Task Force (IETF).

L'IEEE est constituée d'un ensemble actionnaires de l'industrie, du monde universitaire et des organisations de normalisation. L'IEEE édite des livres blancs dont l'objectif est de co-construire des standards à tous les niveaux (de l'objet connecté au réseau support de l'IOT dans la 5G). Le Livre Blanc publié en octobre 2017 fixe le cap pour la 5G-IoT.
3GPP, propose un premier standard (Technical Specifications Groups #72) en décembre 2017. Les exigences techniques ont été fixées. Le groupe 3GPP s'accorde sur un deuxième volet de la norme 5G en juin 2018. Il s’appuie sur un vrai cœur de réseau 5G prenant en compte les spécificités de l’IoT. Ce deuxième accord consacre la 5G standalone, totalement autonome. Il ne s’agit plus seulement d’améliorer la vitesse, la latence et la capacité des réseaux mobiles, mais de proposer des solutions concrètes d'application tel que l’usine du futur pilotée à distance, la voiture autonome ou encore la télémédecine,. D’un point de vue technique, cette 5G standalone va permettre la virtualisation des réseaux et le network slicing. Cette technique consiste à découper le réseau en tranches logicielles à partir d’une même infrastructure physique. La standardisation du modèle 5G-IOT est un saut technique considérable et entraine de profondes refontes dans de très nombreux domaines. Les acteurs proposent donc une mise en place progressive, par releases successives (R15 septembre 2018, R16 fin 2019).
L'UIT, une agence de l’ONU a défini le cadre et les standards de base de la 5G sous la dénomination IMT-2020 (International Mobile Telecommunication RWS-180023).
L’IETF est un autre organisme international qui, pour sa part, travaille sur le routage, l’optimisation et la supervision des réseaux 5G. L'IETF propose des Request for Comments (RFC) par exemple, la RFC 3748 et la RFC 5448.

#### LTE-M ou NB-IOT
Afin de répondre à tous les enjeux, il devient impératif de développer une approche technologique holistique en matière de sécurité, d'interopérabilité, de gestion des ressources réseaux et de confidentialité. Il s'agit d'offrir une meilleure couverture, une faible latence, avec un réseau polyvalent et évolutif. Dans le même temps, il faut mettre en place des solutions de sécurité légères, évolutives et adaptables pour sécuriser les informations des utilisateurs et protéger les données.
Une des avancées technologiques se joue au niveau des réseaux bas débit low-power wide-area network (LPWAN) pour l’Internet des objets (IoT). Il s'agit d'une technologie d'accès incontournable pour le développement de l'IoT de faible puissance. Avec l'arrivée de la 5G, LTE-M (en) et Narrowband IoT (NB-IoT) s'ajoutent à l'offre existante (Sigfox, LoRa...),. Ces deux nouvelles technologies d'infrastructure optimisent la consommation d'énergie et récupèrent l'énergie ambiante. On peut noter qu'en utilisant NB-IOT, on atteint même dix ans d'autonomie avec une batterie de 5 Wh. Les grands opérateurs de télécommunications sont partagés. Certains s'orientent vers NB-IoT, d'autres vers LTE-M,.
NB-IoT requiert une bande passante de seulement 180 kHz et peut donc utiliser un canal GSM (200 kHz). Une intégration dans un canal LTE est également possible. Des géants de la télécommunication tels que Huawei, Qualcomm, Vodafone et T-Mobile ont choisi cette technologie. Elle est adaptée pour des parcs importants de capteurs fixes n’utilisant qu’un faible volume de données. Les applications sont, par exemple, la télémétrie pour les compteurs d’eau ou électriques connectés ainsi que l’agriculture 2.0,.
Le LTE-M a été choisi par neuf des plus grands opérateurs dans le monde tels qu’AT&T, Verizon et Orange,. Cette technologie est compatible avec les réseaux de téléphonie mobile existants et ne nécessite pas l’achat de nouveaux modems compatibles comme pour le NB-IoT. LTE-M propose un taux de transfert de données plus rapide que NB-IoT (384 kb/s contre 100 kb/s). Ce critère est important pour les solutions devant transporter de la vidéo (vidéosurveillance). LTE-M, contrairement à NB-IoT, propose les échanges voix sur le réseau et sait gérer la mobilité des objets. Ce qui est indispensable pour les solutions des véhicules autonomes ou applications pour les travailleurs isolés et plus généralement pour les objets connectés en mouvement.

#### Interopérabilité et hétérogénéité
Le défi de l’interopérabilité est de pouvoir gérer la connectivité des appareils indépendamment de l’infrastructure matérielle et de l’Interface de programmation (API) dans un environnement constitué de toutes sortes de protocoles, de fabricants et de technologies de communication. Les réseaux 5G peuvent être considérés comme l’outil clé de la technologie Internet des objets.
Les communications entre objets connectés doivent pouvoir emprunter une pléthore de réseaux, interconnectés, dont le réseau 5G constitue l'ossature. L’interconnexion nécessite une maitrise des réseaux, mais aussi l’intégration de solutions de détection de pannes des périphériques et doit permettre une réduction de coût de la maintenance.

### Sécurité et confidentialité
L’hétérogénéité de l’Internet des objets hérite des menaces de sécurité, de ses constituants.
D'une part, les objets connectés sont placés dans des lieux publics ou isolés et sont donc vulnérables car ils sont facilement accessibles physiquement, l'un des risques étant une intrusion et usurpation d'identité, une écoute passive ou active sur le réseau des objets. Il y a aussi un risque de disponibilité.
En effet les capteurs utilisent des réseaux sans fil pour véhiculer les données collectées. Il convient donc de se prémunir d'attaques éventuelles.

Des études sur les menaces ont été faites, et trente-cinq types de cyberattaques ont été identifiés comme des menaces majeures à la vie privée dans le réseau 5G.

Des services de sécurité tels que la confidentialité, l'authentification et la distribution de clés sont à implémenter. Cela peut se faire par le chiffrement à clé symétrique ou asymétrique ou par du hashage. Cependant, ces solutions sont peu adaptées pour conserver la faible consommation d'énergie des capteurs. Un système de cryptographie simple et complexe reste à inventer.

### Écologique
Un des principaux challenges pour que l'Internet des objets (IoT) et 5G fassent bon ménage est que l'autonomie des batteries des objets connectés soit satisfaisante. Pour cela, il faut qu'elle soit au moins égale à la durée des batteries sur les technologies LPWAN existantes soit 10 ans.

L'IoT pourrait permettre de réduire notre consommation énergétique en optimisant la consommation énergétique de certains systèmes, contribution qu'il faut pour chaque objet remettre en contexte par rapport à une analyse de cycle de vie de l'objet et du réseau qu'il utilise, la contribution peut être grande pour des systèmes très émissifs comme le transport, ou très marginale voire à contribution négative comme pour l'IoT qui a vocation à se rajouter aux objets existant et non à substituer ou changer des usages. 

La 5G pourrait permettre de minimiser le nombre de réseaux qui sont actuellement utilisés pour l'IoT. Les réseaux 2G des opérateurs de réseau mobile peuvent être supprimés avec l'arrivée de la 5G, ainsi que les réseaux LPWAN existants, ce qui pourrait diminuer la consommation électrique des opérateurs en mutualisant leurs réseaux. Par ailleurs des exigences légales de maintien pour le support des anciennes technologies et l'ouverture à la concurrence du marché pourrait contribuer à maintenir le nombre de réseaux multipliés par le nombre d'opérateurs présents,.

Enfin, on peut ajouter que des applications IoT de gestion des déchets émergent avec la technologie 5G.
Malgré les normes strictes de la 5G en matière de consommation électrique, l'explosion de certains usages en particulier, les véhicules autonomes et la réalité virtuel annonce une hyperconsommation numérique énergivore.
Quelques travaux suggèrent qu'au global il faudrait s'attendre à une augmentation de la consommation électrique et du bilan carbone des réseaux sans fil d'un facteur 2 à 3 par rapport aux réseaux existants. En grande partie due à l'augmentation de la densité des antennes, mais il faut noter que le bilan carbone de la production d'électricité est un facteur critique dans ses mesures écologiques.
Aussi la mesure de la contribution des technologies d'IoT à l'environnement relative à leurs couts énergétiques reste une question difficile et a fortiori au sein du contexte 5G et de l'émergence de technologies nouvelles mais aussi de potentielles analyses trop enthousiastes ou peu au fait des facteurs politiques et sociaux (effet rebond, appropriation par les populations, concurrence des opérateurs, etc.). Il existe à ce jour peu de travaux sur des analyses de cycles de vie complètes, y compris sur l'IoT existant au travers des réseaux WiFi, Bluetooth et 4G.

### Tableaux de synthèse
Le tableau ci-dessous résume les exigences techniques de la 5G.
| Exigences techniques 5G - Internet des objets                                                                    |
| --- |
| Jusqu'à 10 Gbit/s de débit de données (de 10 à 100 fois plus que les réseaux 4G et 4.5G)                         |
| Une milliseconde de latence                                                                                      |
| Mille fois plus de bande passante par unité de surface (par rapport à la 4G LTE)                                 |
| Jusqu'à 100 fois plus d'appareils connectés par unité de surface (par rapport à la 4G LTE)                       |
| 100 % de couverture du réseau                                                                                    |
| 99,999 % de disponibilité du réseau                                                                              |
| 90 % de réduction en utilisation d'énergie du réseau                                                             |
| Jusqu'à 10 ans de durée de vie de la batterie pour les appareils Internet des objets (IoT) à faible-consommation |

Le tableau ci-dessous synthétise les améliorations attendues avec la 5G pour les objets connectés.
| Les défis de la 5G pour l'IoT          | Description |
| -------------------------------------- | --- |
| Gestion de la configuration du système | La configuration doit prendre en compte : La connectivité du réseau La fonction d'auto-configuration Les processus de configuration des objets connectés (capteur) Quel capteur est contrôlé, connecté La reconfiguration du réseau                                                                                     |
| Surveillance du système                | Connaitre en temps réel l'état, la position, les caractéristiques système de chaque capteur Connaitre en temps réel la topologie du réseau Gérer les notifications du système de l'objet et la gestion du réseau (alarming, monitoring…)                                                                                |
| Maintenance des objets connectés       | Maîtriser la moindre défaillance des capteurs (très hétérogènes et très nombreux) sur une même zone Cela implique de définir un logiciel commun à tous pour gérer les défaillances, les mises à jour et autres patches quel que soit l'usage et la fonction de l'objet connecté                                         |
| Performance des objets connectés       | Trouver le bon niveau de surveillance (monitoring) selon l'usage et assurer la meilleure performance et la robustesse d'objets hétéroclites et isolés |
| Efficacité énergétique                 | Maîtriser le niveau de consommation d'énergie des objets en réseau Gérer les statistiques de durée de vie des appareils Gérer les ressources en énergie |
| Sécuriser les accès et la vie privée   | Veiller à l'authentification, la robustesse des autorisations et le contrôle des accès Les objets dialogueront sans intervention humaine, il est donc important de veiller à empêcher la fuite d'informations d'un objet à un autre Pour cela, la gestion de la confidentialité sera stricte pour garantir la fiabilité |

## La gestion technique

### LeNetwork Slicing

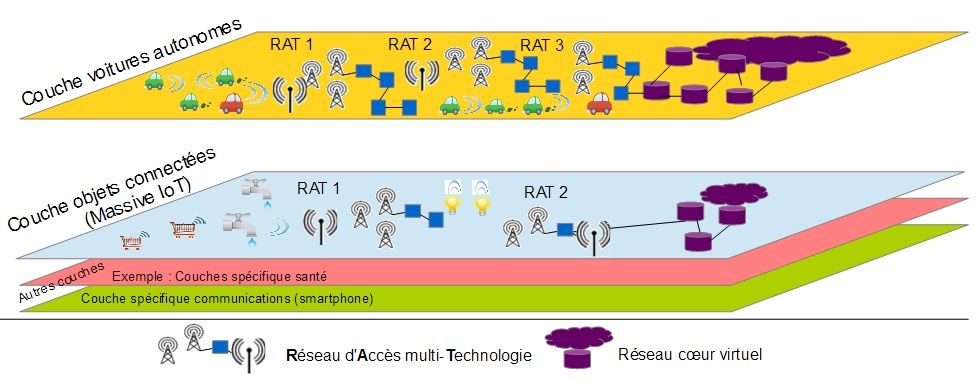
Tranche de Réseaux (Network Slicing) : Chaque couche dispose des ressources optimisées à ses besoins

Alors que toujours plus de données sont échangées entre les objets, il convient d’adapter les réseaux et les qualités de service. Une des solutions proposées se nomme le Network Slicing.
Le Network Slicing est un concept qui permet une « découpe » virtuelle d’un réseau de télécommunications en plusieurs tranches (slices). Cela permet de fournir des performances différentes associées à chaque tranche, selon l’usage, sans empiéter sur les autres, sans gaspiller de ressources.
Le modèle 5G Slicing distingue trois principaux cas d’utilisation : le 5G mobile broadband (réseaux mobile), le 5G massive Iot (réseau d’objets connectés) et le 5G Ultra Low Latency High Reliability (Fiabilité élevée et latence très faible pour, par exemple la voiture autonome).
Cette hiérarchie permet d’allouer des ressources dédiées. Avec le Network Slicing, il devient donc possible de moduler à des niveaux d’exigences différents les paramètres les plus importants pour les objets connectés. Un effort tout particulier est porté sur la fiabilité, la bande passante, le niveau de latence et l’efficacité énergétique.
Une tranche peut être définie en mettant bout à bout un certain nombre de services (exemple : des objets isolés ou un réseau d'objets, une partie accès radio, un cœur de réseau) et en associant l’ensemble à un utilisateur ou groupe d’utilisateurs souhaitant accéder à une application. Le slicing nécessite donc la virtualisation des éléments de réseaux.

### La technologie Radio Cognitive

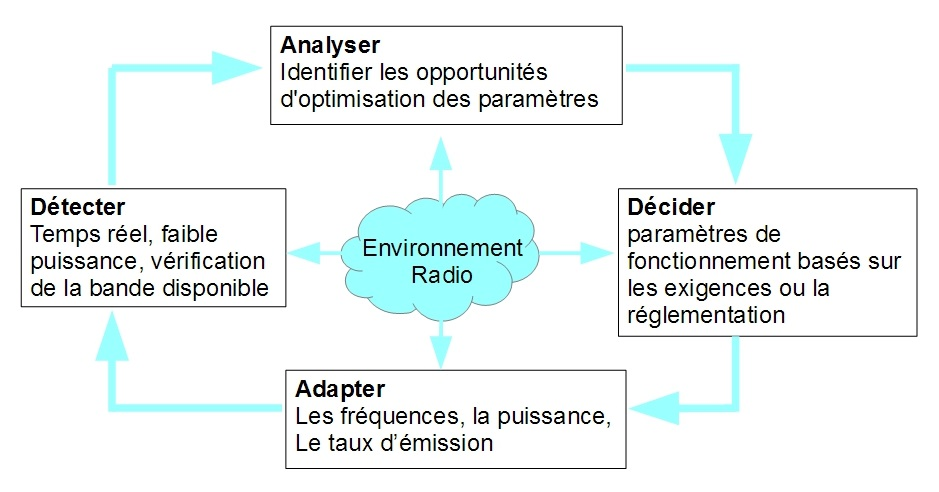
Cycle en quatre étapes de la technologie Radio Cognitive pour IoT 5G

Pour permettre l'utilisation massive d'objets connectés, l'allocation des ressources en fréquences doit être assouplie. La technologie Radio Cognitive permet une gestion opportuniste du spectre.
La Radio Cognitive identifie et utilise, le meilleur canal disponible pour un temps et un lieu donné puis le libère ensuite. Ce système est particulièrement efficace en zone rurale où les ressources en spectre peuvent être rares. L’un des problèmes du développement de l'Internet des objets est de concevoir l’extensibilité du réseau avec une densification des appareils, des mobiles dans une même zone, sans compromettre l’existant.
- La première étape du cycle consiste à détecter quel est l'état de l’environnement radio . La Radio Cognitive doit avoir une sensibilité avancée à la forme d'onde transmise. Elle le fait en mesurant les activités électromagnétiques dues aux différentes transmissions radio sur une gamme de bandes de spectres et en capturant des informations liées à ces bandes. Pour économiser de l'énergie, la Radio Cognitive doit prendre des décisions en temps réel sur les groupes à détecter, à quelle fréquence et pendant combien de temps.
- La deuxième étape est l'analyse du spectre, qui identifie les opportunités spectrales potentielles (trous de spectre) dans l'environnement radioélectrique de l'objet.
- La troisième étape consiste à décoder les paramètres de fonctionnement basés sur l'analyse effectuée à l'étape précédente et décider de l'ensemble des paramètres de transmission à adapter à la quatrième étape[82].

### Le Massive MIMO etRadio Access Technology(RAT)
Les évolutions apportées par la 5G pour les objets connectés au niveau du réseau d’accès Radio Access Network (RAN) se concentrent principalement sur deux points.
Le premier consiste à utiliser massivement des antennes MIMO, permettant des gains de facteur dix en matière de latence et de capacité par rapport au réseau RAN classique.
L’autre point porte sur la virtualisation du réseau d’accès appelé Radio Access Technology (en) (RAT). Il représente une évolution du RAN vers un Radio Access multi-technology,. Il supporte plusieurs fonctions génériques dont celle de gestion de réseau, ainsi que des fonctions partagées plus spécifiques, les enablers pour les objets connectés de type capteurs ou encore des fonctions pour les applications associées aux véhicules autonomes.
Ce nouveau concept de New Radio ou The new 5G radio-access technology est développé par 3GPP et est présenté lors de la Release 15. Cette infrastructure est virtuelle et repose sur un cloud de ressources physiques virtualisées et orchestrées par le Network Function Virtualisation Infrastructure (en) (NFVI).

### LeNetwork Function Virtualization(NFV)
Avec le Network function virtualization (en) (NFV) les fonctions réseaux sont gérées par plusieurs réseaux virtuels contrairement aux réseaux jusque-là utilisés. En effet, habituellement une fonction nécessitait un hardware dédié, les MSC, les Médiagateway en sont des exemples. Le NFV fournit la capacité de traitement en temps réel des applications 5G-IOT en optimisant la vitesse, la capacité, la couverture dans les réseaux et permet des économies pour le fournisseur d'accès. Les périphériques peuvent être reconfigurés en fonction des besoins des applications : Virtual Network Functions (VNF). Le NFV est donc un réseau évolutif et flexible. Les fonctions logicielles du réseau sont assurées par le Software-Defined Network (SDN).

### Le Software Defined Network (SDN)
Le Software Defined Network (SDN) est basé sur la séparation du plan de contrôle et du plan usager. Il est complémentaire au Network function virtualization (NFV),.
Le SDN apporte de profonds changements dans une dizaine de domaines pour les objets connectés : un réseau sans fil défini par logiciel, la virtualisation des fonctions réseau, le spectre des ondes millimétrique redistribué dynamiquement, le MIMO massif, l'ultra-densification du réseau, le cloud, le big data, l'Internet des objets évolutifs, la connectivité entre appareils avec haute mobilité.

L'objectif est de rendre possible la gestion des réseaux hétérogènes induits par la diversité des objets connectés. C'est donc un changement de paradigme.
Le RAN Ericsson est un exemple de la transformation et l'apport de la virtualisation dans les échanges entre objets et le réseau virtuel.
La gestion dynamique du SDN facilite le traitement des données générées sans alourdir le réseau grâce à sa capacité à acheminer intelligemment le trafic Internet et à utiliser efficacement les ressources du réseau. L'équipe de chercheurs de Akyildiz (en) a particulièrement étudié et mis en évidence les possibilités du SDN en matière de gain au niveau de la gestion du flux, de la tolérance aux pannes, de la mise à jour de la topologie, de l'analyse et des caractéristiques du trafic.
SoftAir est un exemple de SDN montrant les avantages de l'équilibrage du trafic, de l'économie de ressources effectuée grâce à la virtualisation des ressources du réseau et la classification du trafic distribué et collaboratif.
La combinaison NFV/SDN permet de gérer d’innombrables objets et des réseaux hétérogènes HetNet (en) ayant des caractéristiques, des paramètres très différents (QoS, MAC/PHY...),,.

### LeSoftware Defined networking for Wireless Sensor Networks(SDWSN)

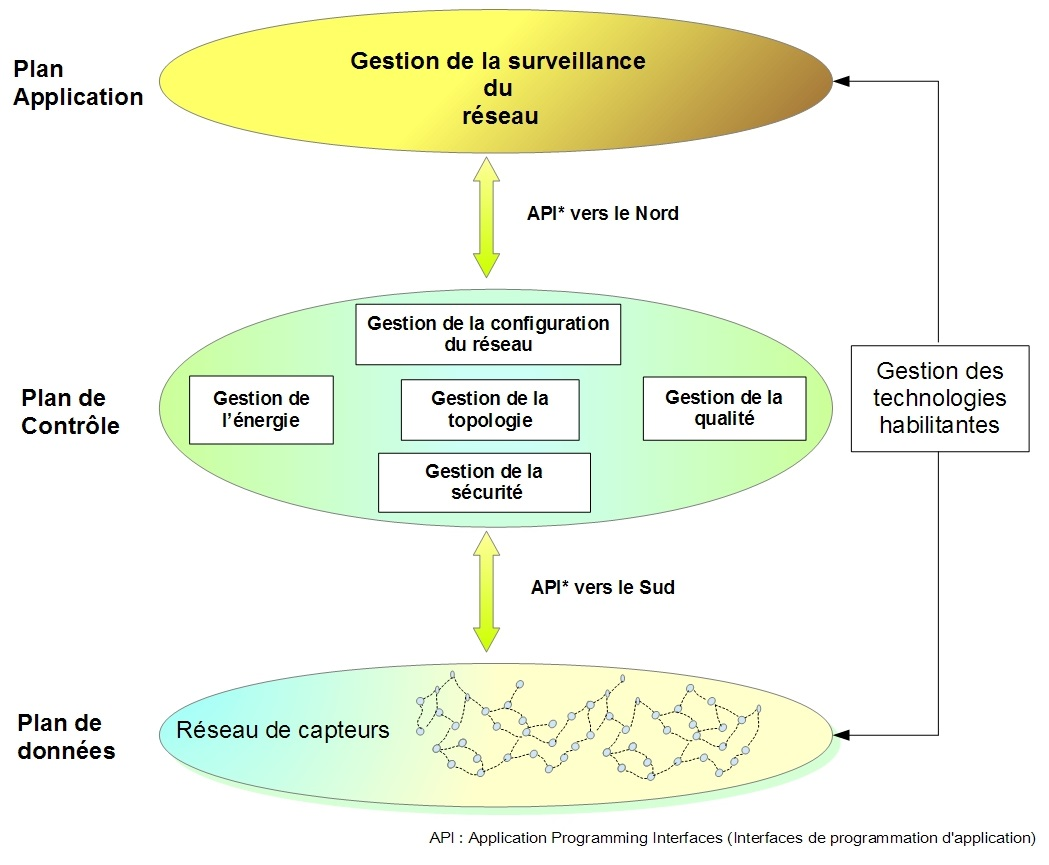
Architecture de la structure SDWSN

Les prévisions du boom des objets connectés se confirment. Pour plus d'efficacité, il devient primordial d'adapter les réseaux de capteurs connectés (wireless sensor networks ou WSN). La technologie Software Defined Network (SDN) permet d’apporter la flexibilité et permet le déploiement spécifique de réseaux et applications hétérogènes. On parle alors de Software Defined networking for Wireless Sensor Networks (SDWSN). La gestion des réseaux basée sur le SDN dans les WSN doit permettre un contrôle centralisé de l’ensemble de la fabrication du WSN. Le SDN appliqué au WSN facilite le déploiement des protocoles de gestion et des applications à la demande sur l'ensemble d'un réseau d'objets donné.
La structure définitive du SDWSN est en cours d'établissement en 2019,. Plusieurs modèles sont testés,. Ces modèles utilisent des Interfaces de Programmation d'Application (API) basée sur les métadonnées. L'interface Northbound (vers le nord) est l’interface entre la couche d'application demandée par l'objet connecté et la couche de contrôle. Elle fournit essentiellement la vue globale de l'ensemble du réseau et de ses fonctions.
Le Southbound (vers le sud) est l'interface entre le plan de contrôle et le plan de données où se situent les différents réseaux d'objets connectés sous toutes ses formes.
Des modèles sont en cours d’élaboration. Ils doivent répondre aux exigences des objets connectés avec la 5G. L’effort se porte sur l’optimisation de la gestion de la configuration du réseau, de la topologie, de la qualité de service, de l’énergie, de la sécurité, de la surveillance du réseau et de la sécurité,,.
Le tableau ci-dessous synthétise le résultat des possibilités de ces modèles.
| Différents modèles SDWSN en cours d'évaluation sur quatre critères | Différents modèles SDWSN en cours d'évaluation sur quatre critères | Différents modèles SDWSN en cours d'évaluation sur quatre critères | Différents modèles SDWSN en cours d'évaluation sur quatre critères | Différents modèles SDWSN en cours d'évaluation sur quatre critères |
| Nom du modèle                                                      | Efficacité énergétique                                             | Robuste                                                            | Évolutif                                                           | Adaptable                                                          |
| ------------------------------------------------------------------ | ------------------------------------------------------------------ | ------------------------------------------------------------------ | ------------------------------------------------------------------ | ------------------------------------------------------------------ |
| Capteurs OpenFlow                                                  | -                                                                  | oui                                                                | oui                                                                | oui                                                                |
| SDWN                                                               | oui                                                                | oui                                                                | -                                                                  | oui                                                                |
| SDN-WISE                                                           | oui                                                                | oui                                                                | oui                                                                | oui                                                                |
| SDCSN                                                              | oui                                                                | oui                                                                | oui                                                                | oui                                                                |
| TinySDN                                                            | oui                                                                | oui                                                                | oui                                                                | oui                                                                |
| Overlay virtuel                                                    | -                                                                  | oui                                                                | oui                                                                | oui                                                                |
| Multi-task                                                         | oui                                                                | -                                                                  | -                                                                  | oui                                                                |
| SDWSN-RL                                                           | oui                                                                | oui                                                                | oui                                                                | oui                                                                |
| Soft-WSN                                                           | oui                                                                | oui                                                                | oui                                                                | oui                                                                |

### L'IoT daemon
L'IoT daemon ou démon IoT constitue la base de l'architecture distribuée Distributed Internet-like Architecture for Things (DIAT) / Architecture de type Internet distribuée). L'équipe de Chayan Sarkar a proposé le modèle ci-dessous en trois couches pour permettre le dialogue massif entre les objets connectés en 5G.

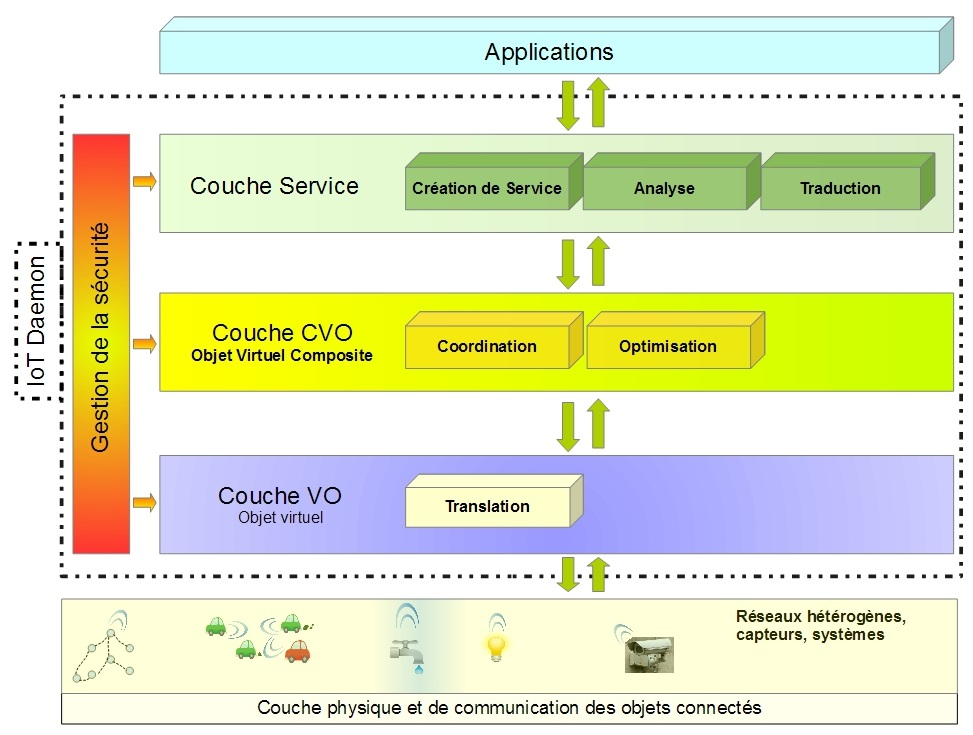
Modélisation en couches de l'IoT daemon

La première couche est appelée Virtual Object Layer (couche d'objets virtuels ou couche VO). Elle est responsable de la virtualisation d'objets ou d'entités physiques. La couche d'objets virtuels est la représentation virtuelle d’un objet virtuel. Un objet virtuel permet l’échange d’informations efficace. Il fournit des méthodologies universelles pour accéder à tous les objets physiques et assurer ainsi la gestion de l’hétérogénéité. Il joue aussi le rôle de pont entre le monde physique et le cyberespace. Cette abstraction permet l'interopérabilité.
Puis vient la couche Composite Virtual Object Layer (couche virtuelle d'objets composites ou couche CVO). Elle se compose d'Objets Virtuels Composites. Un objet virtuel individuel représente un objet physique. Ils ont besoin de communiquer et de se coordonner pour fonctionner. L'Objet Virtuel Composite effectue cette tâche au niveau de la couche virtuelle d'objets composites,. Cette couche coordonne et optimise les opérations parmi les éléments en effectuant une planification intelligente. Une des fonctionnalités clés de la couche virtuelle d'objets composites est de localiser un objet virtuel approprié pouvant accomplir une sous-tâche d’une demande de service.
La dernière couche est le Service Layer (couche de service). Elle est responsable de la création et de la gestion des services. Elle traite diverses demandes de service des utilisateurs. Elle lance elle-même des demandes de service afin de permettre la création automatique de services. Chaque fois qu'une demande de service est reçue, la couche de service analyse et la scinde en sous-tâches plus petites. La couche de service décide également de la manière dont ces sous-tâches sont assemblées pour atteindre l'objectif final. Cette description abstraite d’une demande de service décomposée est fournie à la couche virtuelle d'objets composites pour exécuter la tâche.
Chaque objet doté d'une certaine puissance de traitement et de mémoire exécute son propre démon IoT. La qualité du démon varie en fonction de la capacité des périphériques et des ressources disponibles. Un démon IoT contient les trois couches avec toutes les fonctionnalités. Certains périphériques intégrés peuvent ralentir la puissance de traitement en fonction de leur capacité propre (par exemple des capteurs sans fil, des actionneurs, etc). La présence de démon IoT dans chaque objet évite la configuration manuelle de chaque périphérique. C’est-à-dire qu’elle vise une automatisation maximale des interfonctionnements de bout en bout, c'est-à-dire du capteur jusqu’à l'application qui le gère, avec une intervention humaine minimale.

## Quelques cas d’usages

### Maison intelligente / Ville intelligente
La maison intelligente a pour objectif d'améliorer le mode de vie des personnes qui y logent. Pour ce faire, elle contient de nombreux équipements qui sont connectés à Internet et qui peuvent prendre des décisions de manière autonome. Pour prendre de bonnes décisions, la maison intelligente communique régulièrement avec son environnement. L'Internet des objets (IoT) et la 5G permettent le dialogue de ces équipements,.

À plus grande échelle, les villes intelligentes vont continuer à se développer, et la 5G contribuera très fortement à ce développement,.

Que ce soit dans la maison ou la ville, l'IoT est contraint par la latence. En effet, les applications comme le contrôle de mouvement et la vidéo-surveillance nécessitent une latence de quelques millisecondes. La 5G avec son réseau LTE-M (en) ou Narrowband IoT (NB-IoT) permet d'obtenir une latence de 1ms et donc de supprimer ces limites,,.

### Vidéo immersive
Durant les Jeux Olympiques de Corée en 2018, une démonstration de faisabilité a été réalisée entre la Finlande et la Corée. Elle a consisté à faire une vidéo à 360° en direct avec des capteurs Internet des objets. La démonstration est très conviviale, car elle peut être affichée sur un appareil prenant en charge la réalité virtuelle par exemple un téléphone portable ou une tablette. La première démonstration du 5G Test Network (5GTN) réalisée conjointement avec la Conférence européenne sur les Réseaux et Communications 2017 à Oulu en Finlande est disponible en vidéo.

### Amélioration du véhicule autonome

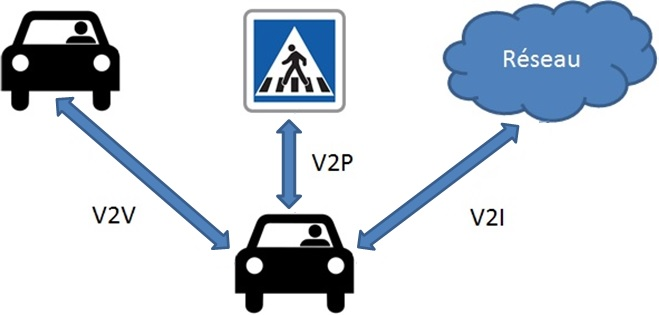
Technologie V2X

Les véhicules autonomes ont besoin d'un moyen de communication sans latence et fiable pour continuer leur développement. Ils nécessitent des taux de transfert allant de dizaines de mégabits par seconde à des centaines de mégabits par seconde, avec une latence de l'ordre de la milliseconde et surtout une probabilité d'erreur extrêmement faible. La 5G va permettre à la technologie Vehicle-to-everything (V2X) de poursuivre son évolution.

Il y a 3 types de communication dans le protocole V2X, véhicule à véhicule (V2V), véhicule à piéton (V2P) et véhicule à infrastructure (V2I). Ils sont nécessaires pour en faire un transport coopératifs-intelligents.

### Santé / Médecine
Dans le domaine de la santé, de nouvelles approches font surface avec l'Internet des objets pour simplifier la vie des patients par exemple. Des capteurs recueillent des données médicales d'un patient (tension artérielle, température corporelle, taux de cholestérol, fréquence cardiaque), et sont capables de diagnostiquer des anomalies et d'informer directement le médecin, sans intervention humaine. Dans le domaine de la gériatrie, le maintien à domicile pourrait être facilité grâce au suivi de l'état de santé des ainés à distance.

On peut se servir de l'ensemble des données recueillies par ces patients pour faire avancer les études scientifiques dans le traitement des maladies ainsi que les diagnostiquer.

### Autres exemples
- Dans l'industrie, l'IoT est aussi présent[137]. L'application de l'internet des objets au domaine industriel est appelée  "Internet industriel des objets" ou en anglais, "Industrial Internet of Things" (IIOT). Il s'agit de connecter entre eux les capteurs, les technologies industrielles intelligentes et les systèmes informatiques. Ces technologies avancées interviennent dans le cadre de la transformation numérique pour l'amélioration de l'efficacité des processus de production et de logistique[138]. L'usage des objets connectés dans les usines introduit un nouveau modèle de production : la "smart production". Elle vise à produire proche de la demande du client afin d'optimiser la réussite du produit fini et réduire les pertes. Le principe peut se manifester par la présence de capteurs qui vont récupérer des données (pression, température) et communiquer avec les robots qui vont pouvoir s'adapter aux commandes. On parle de quatrième révolution industrielle[139].
- Dans le secteur de l'agriculture, de nouvelles évolutions se profilent grâce à l'Internet des objets. Le Smart Farming[140] permet de faciliter le travail des agricultures et notamment de réduire les coûts liés au temps de production et d'améliorer la performance et le rendement. La 5G est d'autant plus un enjeu pour ce domaine qu'elle intervient ici dans des espaces ruraux qui manquent de raccordement aux réseaux internet. Des capteurs peuvent récupèrer les données d'humidité, de température, de pression des terres agricoles. Dans d'autres mesures, les objets connectés peuvent permettre la gestion du bétail, c'est-à-dire récupérer les données de santé des animaux, l'état de la quantité de nourriture, consultable par l'agriculture via smartphone ou ordinateur. Il est également possible de coupler des données caractéristiques des sols, des données GPS et des images satellites pour commander l'arrosage en eau ou encore l'enpandage d'engrais.

### Sources scientifiques
- (en) Jain Preksha, Gurjot Singh, Gaba Lavish et Kansal Sarah, « 5G and Beyond », 2018 International Conference on Communication and Signal Processing (ICCSP),‎ avril 2018, p. 878-882 (DOI 10.1109/ICCSP.2018.8524228)
- (en) Xu Fangmin, Ye Huanyu, Yang Fan et Zhao Chenglin, « Software Defined Mission-Critical Wireless Sensor Network: Architecture and Edge Offloading Strate », IEEE Access ( Early Access ), vol. 4,‎ janvier 2019, p. 1-9 (DOI 10.1109/ACCESS.2019.2890854)
- (en) Noor Laili, Ismail Murizah, Kassim Mahamod et Ismail Roslina, « A Review of Low Power Wide Area Technology in Licensed and Unlicensed Spectrum for IoT Use Cases », Bulletin of EEI Stats, vol. 7, no 2,‎ juin 2018, p. 183-190 (DOI 10.11591/eei.v7i2.1174, lire en ligne)
- (en) Ni Jianbing, Lin  X Xiaodong et Xuemin Sherman Shen, « Efficient and Secure Service-Oriented Authentication Supporting Network Slicing for 5G-Enabled IoT », 36, vol. 3,‎ mars 2018, p. 644 - 657 (DOI 10.1109/JSAC.2018.2815418)

- (en) Lauridsen Mads, Kovacs Istvan Z., Mogensen Preben, Sorensen Mads et Steffen Holst, « Coverage and Capacity Analysis of LTE-M and NB-IoT in a Rural Area », 2016 IEEE 84th Vehicular Technology Conference (VTC-Fall),‎ septembre 2016, p. 1-6 (DOI 10.1109/VTCFall.2016.7880946)

- (en) Chandu Gaddam Sarath et Rai Mritunjay Kumar, « A Comparative Study on Various LPWAN and Cellular Communication Technologies for IoT Based Smart Applications », 2018 International Conference on Emerging Trends and Innovations In Engineering And Technological Research (ICETIETR),‎ juillet 2018, p. 1-8 (DOI 10.1109/ICETIETR.2018.8529060)

- (en) Zayas Pérez et García Pérez, LTE - The UMTS Long Term Evolution : From Theory to Practice : 3GPP Evolution on LTE Connectivity for IoT, t. 2, John Wiley & Sons, juillet 2017, 680 p. (DOI 10.1007/978-3-319-61300-0)

- (en) Zaidi Ali, Robert Baldemair, Vicent Moles-Cases et Ning He, « OFDM Numerology Design for 5G New Radio to Support IoT, eMBB, and MBSFN », IEEE Communications Standards Magazine, vol. 2, no 2,‎ juillet 2018, p. 78 - 83 (DOI 10.1109/MCOMSTD.2018.1700021)
- (en) Ju Jaehyeon, Kim Mi-Seon et Ahn Jae-Hyeon, « Prototyping Business Models for IoT Service », Elsevier Science,‎ juillet 2016, p. 882-890 (DOI 10.1016/j.procs.2016.07.106)
- (en) Waleed Ejaz, Muhammad Naeem, Adnan Shahid, Alagan Anpalagan et Minho Jo, « Efficient Energy Management for the Internet of Things in Smart Cities », IEEE Communications Magazine, vol. 55, no 1,‎ janvier 2017, p. 84-91 (DOI 10.1109/MCOM.2017.1600218CM)
- (en) Guo Wei, Fuentes Manuel, Louis Christodoulou et Belkacem Mouhouche, « Roads to Multimedia Broadcast Multicast Services in 5G New Radio », 2018 IEEE International Symposium on Broadband Multimedia Systems and Broadcasting (BMSB),‎ juin 2018, p. 1-6 (DOI 10.1109/BMSB.2018.8436874)
- (en) Mahmoud Elkhodr, Seyed Shahrestani et Hon Cheung, « The Internet of Things: New Interoperability, Management and Security Challenges », Cornell University Library,‎ avril 2016, p. 86 (DOI 10.5121/ijnsa.2016.8206)
- (en) Ian F Akyildiz, Won-Yeol Lee, Mehmet C. Vuran et Shantidev Mohanty, « NeXt generation dynamic spectrum access/cognitive radio wireless networks », Computer Networks and ELSERVIER, vol. 50, no 13,‎ mai 2006, p. 2127 (DOI 10.1016/j.comnet.2006.05.001)
- (en) Ian F. Akyildiz, Shuai Nie et Manoj Chandrasekaran, « 5G roadmap: 10 key enabling technologies », Computer Networks and ELSERVIER, vol. 106,‎ 2016, p. 1-43 (DOI 10.1016/j.comnet.2016.06.010)
- (en) Maria Rita Palattella, Mischa Dohler, Alfredo Grieco, Gianluca Rizzo et Johan Torsner, « Internet of Things in the 5G Era: Enablers, Architecture, and Business Models », IEEE, vol. 34, no 3,‎ mars 2016, p. 519 (DOI 10.1109/JSAC.2016.2525418)
- (en) Fabrizio Granelli, Anteneh A. Gebremariam, Muhammad Usman, Filippo Cugini et Veroniki Stamati, « Software defined and virtualized wireless access in future wireless networks: scenarios and standards », IEEE, vol. 53,‎ juin 2015, p. 33 (DOI 10.1109/MCOM.2015.7120042)
- (en) Ian F. Ian F., Pu Wang et Shih-Chun Lin, « SoftAir: A software defined networking architecture for 5G wireless systems », Computer Networks, vol. 85,‎ juillet 2015, p. 1-18 (DOI 10.1016/j.comnet.2015.05.007)
- (en) Ian F. Akyildiz, Lee Ahyoung, Pu Wang, Min Luo et Wu Chou, « A roadmap for traffic engineering in SDN-OpenFlow networks », The International Journal of Computer and Telecommunications Networking, vol. 71,‎ octobre 2014, p. 7 (DOI 10.1016/j.comnet.2014.06.002)
- (en) M. Ndiaye, GP Hancke et AM Abu-Mahfouz, « Software Defined Networking for Improved Wireless Sensor Network Management », Kemal Akkaya, Academic Editor, no 3,‎ mai 2017, p. 1-14 (DOI 10.3390/s17051031)
- (en) Hlabishi Kobo, Adnan Abu-Mahfouz et Gerhardus Hancke, « A Survey on Software-Defined Wireless Sensor Networks: Challenges and Design Requirements », Institute of Electrical and Electronics Engineers, vol. 5,‎ février 2017, p. 1872-1899 (DOI 10.1109/ACCESS.2017.2666200)
- (en) Mamta Agiwal, Abhishek Roy et Navrati Saxena, « Next Generation 5G Wireless Networks: A Comprehensive Survey », IEEE, vol. 18,‎ février 2016, p. 1617-1655 (DOI 10.1109/COMST.2016.2532458)
- (en) Ian F. Akyildiz, Shih-Chun Lin et Pu Wang, « Wireless software-defined networks (W-SDNs) and network function virtualization (NFV) for 5G cellular systems », Computer Networks Elsevier, vol. 93,‎ décembre 2015, p. 66-79 (DOI 10.1016/j.comnet.2015.10.013)
- (en) Chayan Sarkar, Akshay Uttama Nambi, Venkatesha Prasad et Abdur Rahim, « A scalable distributed architecture towards unifying IoT applications », IEEE,‎ mars 2014, p. 508-513 (DOI 10.1109/WF-IoT.2014.6803220)
- (en) Floris Van den Abeele, Jeroen Hoebeke, Ingrid Moerman et Piet Demeeste, « Fine-grained management of CoAP interactions with constrained IoT devices », IEEE NOMS,‎ mai 2014, p. 1-5 (DOI 10.1109/NOMS.2014.6838368)
- (en) Mahmoud Elkhodr, Seyed Shahrestani et Hon Cheung, « The Internet of Things: New Interoperability, Management and Security Challenges », Cornell University Library,‎ avril 2016, p. 86 (DOI 10.5121/ijnsa.2016.8206)
- (en) Nonhlanhla Ntuli et Adnan Abu-Mahfouz, « A Simple Security Architecture for Smart Water Management System », Procedia Computer Science Elsevier, vol. 83, no 5,‎ ami 2016, p. 1164-1169 (DOI 10.1016/j.procs.2016.04.239)
- (en) Jun Zhou, Zhenfu Cao, Xiaolei Dong et Athanasios V., « Security and Privacy for Cloud-Based IoT: Challenges », IEEE Communications Magazine, vol. 55, no 1,‎ janvier 2017, p. 26-33 (DOI 10.1109/MCOM.2017.1600363CM)
- (en) Huai-Lei Fu, Phone Lin, Hao Yue, Guan-Ming Huang et Chia-Peng Lee, « Group Mobility Management for Large-Scale Machine-to-Machine Mobile Networking », IEEE Transactions on Vehicular Technology, vol. 63, no 3,‎ octobre 2013, p. 1296 - 1305 (DOI 10.1109/TVT.2013.2284596)
- (en) J. Louw, G. Niezen, T. D. Ramotsoela et A. M. Abu-Mahfouz, « A key distribution scheme using elliptic curve cryptography in wireless sensor networks », IEEE,‎ juillet 2016, p. 1166-1170 (DOI 10.1109/INDIN.2016.7819342)
- (en) Thomas Pötsch, Koojana Kuladinithi, Markus Becker, Peter Trenkamp et Carmelita Goerg, « Performance Evaluation of CoAP Using RPL and LPL in TinyOS », 2012 5th International Conference on New Technologies, Mobility and Security (NTMS),‎ mai 2012, p. 1-5 (DOI 10.1109/NTMS.2012.6208761)
- (en) Dinesh Thangavel, Xiaoping Ma, Alvin Valera, Hwee-Xian Tan et Colin Keng-Yan Tan, « Performance evaluation of MQTT and CoAP via a common middleware », IEEE Conference on Intelligent Sensors, Sensor Networks and Information Processing (ISSNIP),‎ avril 2014, p. 1-6 (DOI 10.1109/ISSNIP.2014.6827678)
- (en) Li Da Xu, Wu He et Shancang Li, « Internet of Things in Industries: A Survey », IEEE Transactions on Industrial Informatics, vol. 10, no 4,‎ novembre 2014, p. 2233 - 2243 (DOI 10.1109/TII.2014.2300753)
- (en) Cristian F. Pasluosta, Heiko Gassner, Juergen Winkler, Jochen Klucken et Bjoern M. Eskofier, « An Emerging Era in the Management of Parkinson's Disease: Wearable Technologies and the Internet of Things », IEEE Journal of Biomedical and Health Informatics, vol. 19, no 6,‎ juillet 2015, p. 1873-1881 (DOI 10.1109/JBHI.2015.2461555)
- (en) Phillip A. Laplante et Nancy Laplante, « The Internet of Things in Healthcare: Potential Applications and Challenges », IT Professional, vol. 18, no 3,‎ mai 2016, p. 1-24 (DOI 10.1109/MITP.2016.42)
- (en) Mashael M. Alsulami et Nadine Akkari, « The role of 5G wireless networks in the internet-of-things (IoT) », 1st International Conference on Computer Applications & Information Security (ICCAIS),‎ avril 2018, p. 1-8 (DOI 10.1109/CAIS.2018.8471687)
- (en) Reetu Gupta et Rahul Gupta, « ABC of Internet of Things : Advancements, Benefits, Challenges, Enablers and Facilities of IoT », 2016 Symposium on Colossal Data Analysis and Networking (CDAN),‎ 2016, p. 1-5 (DOI 10.1109/MITP.2016.42)
- (en) Xiaoqing Liu, Shengchen Wu, Yongan Guo et Chunling Chen, « The Demand and Development of Internet of Things for 5G: A Survey », 2018 IEEE International Conference on Consumer Electronics-Taiwan (ICCE-TW),‎ 2018, p. 1-2 (DOI 10.1109/ICCE-China.2018.8448863, lire en ligne)
- (en) Bogdan Rusti, Horia Stefanescu, Jean Ghenta et Cristian Patachia, « Smart City as a 5G Ready Application », 2018 International Conference on Communications (COMM),‎ 2018, p. 1-6 (DOI 10.1109/ICComm.2018.8484752)
- (en) Haijun Zhang, Na Liu, Xiaoli Chu, Keping Long et Abdol-Hamid Aghvami, « Network Slicing Based 5G and Future Mobile Networks: Mobility, Resource Management, and Challenges », IEEE Communications, vol. 55, no 8,‎ aout 2017, p. 139 (DOI 10.1109/MCOM.2017.1600940)
- (en) Xuan Zhou, Rongpeng Li, Tao Chen et Honggang Zhang, « Network slicing as a service enabling enterprises own software-defined cellular networks », IEEE Communications, vol. 54, no 7,‎ juillet 2016, p. 147 (DOI 10.1109/MCOM.2016.7509393)
- (en) Arghyadip Roy, Prasanna Chaporkar et Abhay Karandikar, « Optimal Radio Access Technology Selection Algorithm for LTE-WiFi Network », IEEE Transactions on Vehicular Technology, vol. 67, no 7,‎ février 2018, p. 6447 (DOI 10.1109/TVT.2018.2805190)
- (en) Erik Dahlman et Stefan Parkvall, « NR - The New 5G Radio-Access Technology », 2018 IEEE 87th Vehicular Technology Conference (VTC Spring),‎ juin 2018, p. 1 (DOI 10.1109/VTCSpring.2018.8417851)
- (en) Xenofon Foukas, Georgios Patounas, Ahmed Elmokashfi et Mahesh Marina, « Network Slicing in 5G: Survey and Challenges », IEEE Communications Magazine, vol. 55, no 5,‎ mai 2017, p. 98 (DOI 10.1109/MCOM.2017.1600951)
- (en) Raul Muñoz, Ricard Vilalta, Ramon Casellas, Ricardo Martínez et Felipe Vicens, « Hierarchical and Recursive NFV Service Platform for End-to-End Network Service Orchestration Across Multiple NFVI Domains », 2018 20th International Conference on Transparent Optical Networks (ICTON),‎ juillet 2018, p. 2 (DOI 10.1109/ICTON.2018.8473616)
- (en) Maria Rita Palattella, Mischa Dohler, Alfredo Grieco, Gianluca Rizzo et Johan Torsner, « Internet of Things in the 5G Era: Enablers, Architecture, and Business Models », IEEE Journal on Selected Areas in Communications, vol. 34, no 3,‎ février 2016, p. 516 (DOI 10.1109/JSAC.2016.2525418)
- (en) Joseph Kipongo, Thomas O. Olwal et Adnan M. Abu-Mahfouz, « Topology Discovery Protocol for Software Defined Wireless Sensor Network: Solutions and Open Issues », 2018 IEEE 27th International Symposium on Industrial Electronics (ISIE),‎ juin 2018, p. 1282-1287 (DOI 10.1109/ISIE.2018.8433653)
- (en) Thupae Ratanang, Isong Bassey, Gasela Naison et M. Abu-Mahfouz Adnan, « Machine Learning Techniques for Traffic Identification and Classifiacation in SDWSN: A Survey », IECON 2018 - 44th Annual Conference of the IEEE Industrial Electronics Society,‎ décembre 2018, p. 4645-4650 (DOI 10.1109/IECON.2018.8591178, lire en ligne)
- (en) Fei HU, Qi Hao et Ke Bao, « A Survey on Software-Defined Network and OpenFlow: From Concept to Implementation », IEEE Communications Surveys & Tutorials, vol. 16, no 4,‎ mai 2014, p. 2181 - 2206 (DOI 10.1109/COMST.2014.2326417)
- (en) Salvatore Costanzo, Laura Galluccio, Giacomo Morabito et Sergio Palazzo, « Software Defined Wireless Networks: Unbridling SDNs », 2012 European Workshop on Software Defined Networking,‎ octobre 2012 (DOI 10.1109/EWSDN.2012.12)
- (en) Laura Galluccio, Sebastiano Milardo, Giacomo Morabito et Sergio Palazzo, « SDN-WISE: Design, prototyping and experimentation of a stateful SDN solution for WIreless SEnsor networks », 2015 IEEE Conference on Computer Communications (INFOCOM),‎ mai 2015, p. 513-521 (DOI 10.1109/INFOCOM.2015.7218418)
- (en) Ari Pouttu, Olli Liinamaa et Giuseppe Destino, « Demo/Poster Abstract: 5G Test Network (5GTN) – Environment for Demonstrating 5G and IoT convergence during 2018 Korean Olympics between Finland and Korea », EEE INFOCOM 2018 - IEEE Conference on Computer Communications Workshops (INFOCOM WKSHPS),‎ 2018, p. 1-2 (DOI 10.1109/INFCOMW.2018.8406996)
- (en) Rajaa Elouafadi et Mustapha Benjillali, « Cooperative NOMA-Based D2D Communications: A Survey in the 5G/IoT Context », 2018 19th IEEE Mediterranean Electrotechnical Conference (MELECON),‎ 2018, p. 1-6 (DOI 10.1109/MELCON.2018.8379081)
- (en) Haque Israat et Abu-Ghazaleh Nael, « Wireless Software Defined Networking: A Survey and Taxonomy », IEEE Communications Surveys & Tutorials,‎ janvier 2016, p. 25 (DOI 10.1109/COMST.2016.2571118)
- (en) Konstantinos Katis et Hamed Ahmadi Ahmadi, « Challenges Implementing Internet of Things (IoT) Using Cognitive Radio Capabilities in 5G Mobile Networks », Springer,‎ avril 2016, p. 65 (DOI 10.1007/978-3-319-30913-2_4)
- (en) Jose Santos, Philip Leroux, Tim Wauters, Bruno Volckaert et Filip De Turck, « Anomaly detection for Smart City applications over 5G Low Power Wide Area Networks », NOMS 2018 - 2018 IEEE/IFIP Network Operations and Management Symposium,‎ 2018, p. 1-9 (DOI 10.1109/NOMS.2018.8406257)
- (en) Godfrey Anuga Akpakwu, Bruno J. Silva, Gerhard P. Hancke et Adnan M. Abu-Mahfouz, « A Survey on 5G Networks for the Internet of Things: Communication Technologies and Challenges », IEEE Access, vol. 6,‎ 2017, p. 3619-3647 (DOI 10.1109/ACCESS.2017.2779844)
- (en) Nestor Bonjorn, Fotis Foukalas et Paul Pop, « Enhanced 5G V2X services using sidelink device-to-device communications », 2018 17th Annual Mediterranean Ad Hoc Networking Workshop (Med-Hoc-Net),‎ juin 2018, p. 1-7 (DOI 10.23919/MedHocNet.2018.8407085)
- (en) Sangmi Moon et Intae Hwang, « Design and Performance Analysis of Vehicle MIMO System for NR-based enhanced V2X », 2018 International Conference on Information and Communication Technology Convergence (ICTC),‎ octobre 2018, p. 1-5 (DOI 10.1109/ICTC.2018.8539612)
- (en) Augustine Ikpehai, Bamidele Adebisi, Khaled M.Rabie, Kelvin Anoh, Ruth E. Ande, Mohammad Hammoudeh, Haris Gacanin et Uche M. Mbanaso, « Low-Power Wide Area Network Technologies for Internet-of-Things: A Comparative Review », IEEE Internet of Things Journal,‎ octobre 2018, p. 1-16 (DOI 10.1109/JIOT.2018.2883728)
- (en) Lu Ma, Xiangming Wen, Luhan Wang, Zhaoming Lu et Raymond Knopp, « An SDN/NFV based framework for management and deployment of service based 5G core network », China Communications, vol. 15, no 10,‎ octobre 2018, p. 88 (DOI 10.1109/CC.2018.8485472)
- (en) Constandinos X. Mavromoustakis et George Mastorakis, Internet of Things (IoT) in 5G Mobile Technologies, vol. 8, Springer, 2016, 493 p. (ISBN 978-3-319-30911-8, DOI 10.1007/978-3-319-30913-2)
- (en) Taesang Choi, TaeYeon Kim, Wouter TaverNier, Aki Korvala et Jussi Pajunpaa, « Agile management of 5G core network based on SDN/NFV technology », 2017 International Conference on Information and Communication Technology Convergence (ICTC),‎ octobre 2017, p. 840-844 (DOI 10.1109/ICTC.2017.8190795)
- (en) Breandán Ó hAnnaidh, Padraig Fitzgerald, Helen Berney, Ramji Lakshmanan, Nigel Coburn et Shane Geary, « Devices and Sensors Applicable to 5G System Implementations », 2018 IEEE MTT-S International Microwave Workshop Series on 5G Hardware and System Technologies (IMWS-5G),‎ octobre 2018, p. 1-3 (DOI 10.1109/IMWS-5G.2018.8484316)
- (en) Nikos Bizanis et Fernando Kuipers, « SDN and Virtualization Solutions for the Internet of Things: A Survey », IEEE Access, vol. 4,‎ septembre 2016, p. 5594 (DOI 10.1109/ACCESS.2016.2607786)
- (en) Jyoti Mante Khurpade, Devakanta Rao et Parth. D. Sanghavi, « A SURVEY ON IOT AND 5G NETWORK », 2018 International Conference on Smart City and Emerging Technology (ICSCET),‎ janvier 2018, p. 1-5 (DOI 10.1109/ICSCET.2018.8537340)
- (en) Eren Balevi et Richard D. Gitlin, « A random Access Scheme for Large Scale 5G/IoT Applications », 2018 IEEE 5G World Forum (5GWF),‎ juillet 2018, p. 452-456 (DOI 10.1109/5GWF.2018.8517065)
- (en) 1 Michele Nitti, Virginia Pilloni, Colistra Giuseppe et Luigi Atzori, « The Virtual Object as a Major Element of the Internet of Things: A Survey », IEEE Communications Surveys & Tutorials, vol. 18, no 2,‎ novemvre 2015, p. 1228 - 1240 (DOI 10.1109/COMST.2015.2498304)
- (en) Bera Samaresh, Misra Sudip, Roy Sanku Kumar et S. Obaidat Mohammad, « Soft-WSN: Software-Defined WSN Management System for IoT Applications », IEEE Systems Journal, vol. 12, no 3,‎ septembre 2018, p. 2074-2081 (DOI 10.1109/JSYST.2016.2615761)
- (en) Zeng Deze, Li Peng, Guo Song, Miyazaki Toshiaki et Hu Jiankun, « Energy Minimization in Multi-Task Software-Defined Sensor Networks », IEEE Transactions on Computers, vol. 64, no 11,‎ novembre 2015, p. 3128 - 3139 (DOI 10.1109/TC.2015.2389802)
- (pt) Bruno Trevizan de Oliveira, Gabriel Lucas Batista et Margi Cintia Borges, « TinySDN: Enabling Multiple Controllers for Software-Defined Wireless Sensor Networks », IEEE Latin America Transactions, vol. 13, no 11,‎ novembre 2015, p. 3690 - 3696 (DOI 10.1109/TLA.2015.7387950)
- (en) Olivier Flauzac, Carlos Gonzalez et Florent Nolot, « SDN Based Architecture for Clustered WSN », 2015 9th International Conference on Innovative Mobile and Internet Services in Ubiquitous Computing,‎ octobre 2015, p. 342-347 (DOI 10.1109/IMIS.2015.52)
- (en) Jain Raj et Paul Subharthi, « Network virtualization and software defined networking for cloud computing: a survey », IEEE Communications Magazine, vol. 51, no 11,‎ novembre 2013, p. 24-31 (DOI 10.1109/MCOM.2013.6658648)
- (en) Huang Ru, Chu Xiaoli, Zhang Jie et Hen Hu Yu, « Energy-Efficient Monitoring in Software Defined Wireless Sensor Networks Using Reinforcement Learning: A Prototype », open access article distributed under Creative Commons Attribution License, vol. 11, no 10,‎ octobre 2015, p. 15 (DOI 10.1155/2015/360428)
- (en) W. Pritchard Sean, Malekian Reza, Gerhard P. Hancke et Adnan M. Abu-Mahfouz, « Improving northbound interface communication in SDWSN », IECON 2017 - 43rd Annual Conference of the IEEE Industrial Electronics Society,‎ novembre 2017, p. 8361-8366 (DOI 10.1109/IECON.2017.8217468)
- (en) Y.-P. Eric Wang, Xingqin Lin, Ansuman Adhikary, Asbjorn Grovlen, Yutao Sui, Yufei Blankenship, Johan Bergman et Hazhir S. Razaghi, « A Primer on 3GPP Narrowband Internet of Things », IEEE Communications Magazine, vol. 55, no 3,‎ mars 2017, p. 117-123 (DOI 10.1109/MCOM.2017.1600510CM)
- (en) Sakshi Popli, Rakesh Kumar Jha et Sanjeev Jain, « A Survey on Energy Efficient Narrowband Internet of things (NBIoT): Architecture, Application and Challenges », IEEE Access ( Early Access ),‎ novembre 2018, p. 1-65 (DOI 10.1109/ACCESS.2018.2881533)
- (en) Usman Raza, Parag Kulkarni et Mahesh Sooriyabandara, « Low Power Wide Area Networks: An Overview », IEEE Communications Surveys & Tutorials, vol. 19, no 2,‎ janvier 2017, p. 855-873 (DOI 10.1109/COMST.2017.2652320)
- (en) Mathur Siddarth et Saha Dola, « Cross-layer MAC/PHY protocol to support IoT traffic in 5G: poster », MobiCom '16 Proceedings of the 22nd Annual International Conference on Mobile Computing and Networking,‎ octobre 2016, p. 467 (DOI 10.1145/2973750.2985280)
- (en) Sagari Shweta, Mathur Siddarth, Saha Dola, Amin Syed Obaid et Ravindran Ravishankar, « Realization of CDMA-based IoT Services with Shared Band Operation of LTE in 5G », MECOMM '17 Proceedings of the Workshop on Mobile Edge Communications,‎ aout 2017, p. 37 (DOI 10.1145/3098208.3098215)
- (en) Sotirios K. Goudos, Panagiotis I. Dallas, Stella Chatziefthymiou et Sofoklis Kyriazakos, « A Survey of IoT Key Enabling and Future Technologies: 5G, Mobile IoT, Sematic Web and Applications », SPRINGER Wireless Personal Communications, vol. 97, no 2,‎ juillet 2017, p. 1645-1675 (DOI 10.1007/s11277-017-4647-8)
- (en) Choi Taesang, Kim TaeYeon, Wouter TaverNier, Aki Korvala et Jussi Pajunpaa, « Agile management of 5G core network based on SDN/NFV technology », 2017 International Conference on Information and Communication Technology Convergence (ICTC),‎ décembre 2017, p. 840-845 (DOI 10.1109/ICTC.2017.8190795)
- (en) Eryk Dutkiewicz, « Radio spectrum research for emerging IoT and 5G networks: applications to smart buildings and smart cities », SoICT '16 Proceedings of the Seventh Symposium on Information and Communication Technology,‎ décembre 2016, p. 2 (DOI 10.1145/3011077.3011079)
- (en) Jayavardhana Gubbi, Rajkumar Buyyab, Slaven Marusica et Marimuthu Palaniswamila, « Internet of Things (IoT): A vision, architectural elements, and future directions », Future Generation Computer Systems, vol. 29, no 7,‎ septembre 2013, p. 1645-1660 (DOI 10.1016/j.future.2013.01.010)
- (en) Mohamed Ali Feki, Fahim Kawsar, Mathieu Boussard et Lieven Trappeniers, « The Internet of Things: The Next Technological Revolution », Computer, vol. 46, no 2,‎ février 2013, p. 24-25 (DOI 10.1109/MC.2013.63)

### Sources technologiques
- (en) Zayas Pérez et García Pérez, LTE - The UMTS Long Term Evolution : From Theory to Practice : 3GPP Evolution on LTE Connectivity for IoT, t. 2, John Wiley & Sons, juillet 2017, 680 p. (ISBN 978-3-319-61300-0, lire en ligne)

- (en) Ericsson, « Cellular networks for Massive IoT – enabling low power wide area applications », Ericsson White papers,‎ janvier 2016, p. 113
- (en) « LTE evolution for IoT connectivity », Nokia White Paper,‎ février 2017, p. 8
- (en) Matt Welsh et Mainland Geoffrey, « Programming Sensor Networks Using Abstract Regions », NSDI Harvard University, vol. 4,‎ mars 2004, p. 3
- (en) IEEE, « IEEE 5G and Beyond Technology Roadmap White Paper », https://futurenetworks.ieee.org/images/files/pdf/ieee-5g-roadmap-white-paper.pdf,‎ novembre 2017, p. 7-27
- (en) M. Flynn2017, « RAN#78 First 5G NR Specs Approved », http://www.3gpp.org/images/PDF/RAN78_Summary.pdf,‎ décembre 2017, p. 1-24
- (en) E. Berthelsen et Morrish, « Forecasting the Internet of Things revenue opportunity », Machina Research,‎ avril 2015, p. 313
- (en) Matthew Webb, « 3GPP’s Low-Power Wide-Area IoT Solutions:NB-IoT and eMTC », http://www.3gpp.org/ftp/workshop/2018-10-24_25_WS_on_3GPP_subm_tw_IMT2020/Docs/,‎ octobre 2018, p. 16
- (en) ARCEP, « Les enjeux de la 5G Publication du rapport », arcep,‎ juin 2018, p. 9
- (en) Martin Jacobsson et Charalampos Orfanidis, « Using software-defined networking principles for wireless sensor networks », urn:nbn:se:uu:diva-254172  oai:DiVA.org:uu-254172,‎ juin 2015, p. 1-5
- (en) Ericsson AB, « the benefits of virtualization, centralization and coordination », Ericsson White Paper/Ericsson_wp-cloud-ran.pdf, no Uen 284 23-3271,‎ septembre 2015, p. 1-11
- (en) 3GPP, « Feasibility study on new services and markets technology enablers for network operation », 3GPP/22.864, vol. 1,‎ septembre 2016, p. 8
- (en) « Feasibility Study on New Service and Market Technology Enablers », 3GPP/22.891, vol. 14, no 2,‎ 2016
- (en) ETSI, « Machine to Machine Communications (M2M) Threat analysis and counter-measures to M2M service layer », ETSI TR 103 167 V1.1.1 (2011-08)  DTR/M2M-00012ed111,‎ aout 2011, p. 16
- (en) Z. Shelby, K. Hartke et C. Bormann, « The Constrained Application Protocol (CoAP) », IETF/RFC7252,‎ juin 2014, p. 1 (ISSN 2070-1721)
- (en) Jaswal Komal, Tanupriya, Choudhury Roshan et Lal Chhokar Sooraj, « Securing the Internet of Things: A proposed framework », 2017 International Conference on Computing, Communication and Automation (ICCCA),‎ mai 2017, p. 1277-1281 (DOI 10.1109/CCAA.2017.8230015)
- (en) Akram Hakiri et Pascal Berthou, « Leveraging SDN for The 5G Networks: Trends, Prospects and Challenges », juin 2015
- (en) Güngör and Hancke, Industrial Wireless Sensor Networks : Applications, Protocols, and Standardsobligatoire, CRC Press, mars 2017 (ISBN 978-1-138-07620-4)
- (en) Faisal Fayyaz, Qureshi RahatIqbal et Muhammad NabeelAsghar, « Energy efficient wireless communication technique based on Cognitive Radio for Internet of Things », Elsevier, vol. 89,‎ juillet 2017, p. 14 (DOI 10.1016/j.jnca.2017.01.003)
- (en) Raj and Raman, The Internet of Things : Enabling Technologies, Platforms, and Use Cases, Auerbach Publications, mars 2017, 364 p. (ISBN 978-1-4987-6128-4)